# Käthe Neumark
Käthe Neumark (* 5. Januar 1871 in Emden; † 30. Mai 1939 in Zandvoort, Niederlande) war eine deutsche Krankenschwester und Kinderärztin jüdischen Glaubens. Im Ersten Weltkrieg wurde sie als erste Frau in der deutschen Militärgeschichte zur Sanitätsoffizierin ernannt.

## Leben
Neumark wuchs mit mehreren Geschwistern in Emden auf. Ihre Eltern waren der Kaufmann Josef (Joseph Samson) Neumark (20. März 1822–1897) und dessen Frau Bert[h]a (geborene Schönberg; 1832–1889). Sie besuchte die Höhere Töchterschule und beendete aufgrund einer schwerer Erkrankungen ihrer Eltern vorzeitig ihre Schulausbildung. Nach deren Tod zog sie 1897 nach Frankfurt am Main und begann beim „Verein für jüdische Krankenpflegerinnen“ (Jüdischer Schwesternverein) eine Ausbildung zur Krankenschwester. Im Februar 1902 verließ sie den Verein, um ihre schulische Ausbildung mit dem Ziel ein Medizinstudium aufzunehmen fortzusetzen. Im September 1903 legte sie das Abitur am Realgymnasium Wiesbaden ab. Anschließend begann sie mit dem Studium der Medizin in Freiburg im Breisgau, in Heidelberg und München. Im Anschluss an das Studium sammelte sie Berufserfahrung im medizinischen Praktikum an der Akademie für praktische Medizin in Düsseldorf bei Arthur Schlossmann und in der Psychiatrischen Klinik Köln. Nach dem Praktikum ging sie zurück an die Ludwig-Maximilians-Universität München (LMU), erhielt ihre Approbation zur Kinderärztin Anfang 1910 und promovierte im Dezember 1910 zum Thema: Wasserharnruhr – die hormonbedingte gestörte Urinausscheidung, (Dissertationsschrift, Ludwig-Maximilians-Universität München, 1910).
Ab 1911 ließ sie sich zunächst in Düsseldorf, dann in Frankfurt am Main als Kinderärztin nieder und praktizierte dort mit Unterbrechungen bis 1933. Zu Beginn des Ersten Weltkriegs unterstützte Neumark das Vereinslazarett 27 als Ärztin, das im Schwesternhaus des Vereins für jüdische Krankenpflegerin eingerichtet war.
Im Winter 1914 / 1915 wurde sie als Ärztin im Heeressanitätswesen einem Reserve-Lazarett in Halle (Saale) zugeteilt. Dort erhielt sie den damals für Frauen ungewöhnlichen Status eines Sanitätsoffiziers. Aufgrund des Gesetzes zur Wiederherstellung des Berufsbeamtentums wurde ihr als Jüdin 1933 die Kassenzulassung entzogen, und sie emigrierte in die Niederlande. Sie erhielt eine Aufenthaltsgenehmigung für Zandvoort. Ungefähr ein Jahr später eröffnete sie eine Kinderpension „Kinder-Tehius Dr. Käthe Neumark“. Mit 68 Jahren ist sie am 30. Mai 1939 in Zandvoort verstorben.

## Mitgliedschaften
- Verein für jüdische Krankenpflegerinnen (Austritt 1902)
- Ärztliche Vereinigung zur Förderung der Leibesübungen, 2. Beisitzerin. (1925)
- Deutsche Gesellschaft für Kinderheilkunde, Eintritt 1933, kurze Zeit darauf als Mitglied ausgeschlossen, im Mitgliederverz. 1933 durchgestrichen[1]

## Familie
Neumark hatte mehrere Geschwister:
- Marie Vanos, geb. Neumark (5. Juli 1857–1885)
- Max Neumark (* 1858 oder 1869)
- Samson Neumark (19. Juni 1859–7. Januar 1931) ⚭ 30. August 1891 mit Emilie (geborene David; 14. Februar 1868–25. Dezember 1960)[4]
- Hartog Neumark (9. Juli 1861–18. Januar 1922)
- Betty (Belle) Neumark (* 13. Februar 1864)
- Mortiz Joseph Neumark (12. Juli 1866–8. Mai 1868)

## Schriften (Auswahl)
- Wasserharnruhr – die hormonbedingte gestörte Urinausscheidung. Dissertationsschrift, Ludwig-Maximilians-Universität München, 1910
- Studien über den Diabetes insipidus. Ludwig-Maximilians-Universität München, Verlag Mühlthaler, 1910, doi:10.5282/ubm/digi.2701
- Verzögertes Auftreten von Impfpusteln bei Masern. In: Monatsschrift für Kinderheilkunde. Band 11: Originalien. Franz Deutike, Berlin / Wien 1913, S. 222–223 (archive.org).